# Jum'aa Q'tait
Jum'aa Mousa Q'tait (ur. 1 grudnia 1978) – piłkarz libijski grający na pozycji bramkarza. Od 2010 roku jest zawodnikiem klubu Al-Ahly Trypolis.

## Kariera klubowa
Karierę piłkarską Q'tait rozpoczął w klubie Al-Akhdhar. Zadebiutował w jego barwach w pierwszej lidze libijskiej. Następnie w 2010 roku odszedł do Al-Ahly Trypolis.

## Kariera reprezentacyjna
W reprezentacji Libii Q'tait zadebiutował w 2011 roku. W 2012 roku został powołany do kadry na Puchar Narodów Afryki 2012.